# Mineralogisches Museum Münster

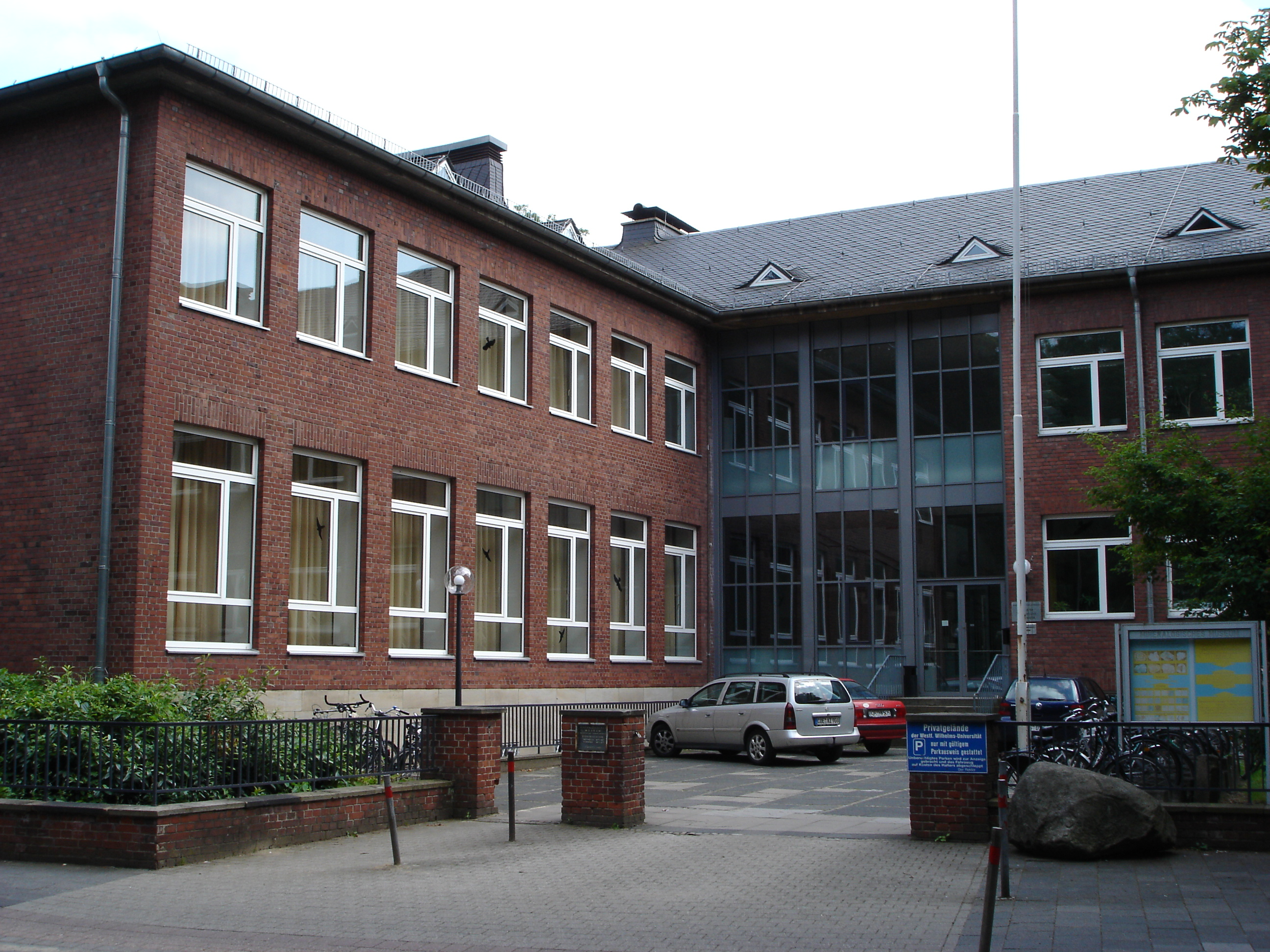
Das ehemalige Mineralogische Museum in Münster.

Das Mineralogische Museum der Westfälischen Wilhelms-Universität in Münster zeigte in seiner Ausstellung die drei Hauptbereiche der Mineralogie Kristallkunde, Mineralkunde und Gesteinskunde sowie deren industrielle Anwendung. Eigentlicher Zweck der Sammlung des Museums ist die umfassende Darstellung der verschiedenen kristallinen und amorphen Stoffe zur Unterstützung der Lehre und Forschung an der Universität.

## Sammlung
Auf einer Gesamtfläche von etwa 500 m² und über zwei Etagen verteilt erstreckte sich die Ausstellung des Museums, die zu einem Teil aus Schenkungen von Privatpersonen und Firmen bestand. Sie thematisierte im Erdgeschoss vornehmlich eine Einführung in die Mineralogie z. B. anhand der Einteilung von Kristallen in Kristallsysteme und Kristallklassen oder einer Einführung über die Entstehung und Wachstum von Kristallen. Der andere große Themenbereich im Erdgeschoss war die sogenannten „Spezielle Sammlung“, in der die häufigsten und wichtigsten Minerale auf kristallchemischer Grundlage klassifiziert werden – einer von Karl Hugo Strunz eingeführten und international anerkannten Systematik.
Im Obergeschoss waren die Ausstellungsstücke aus dem Bereich der Petrografie ausgestellt, die sich in die Gesteinsgruppen magmatische Gesteine, sedimentäre Gesteine und metamorphe Gesteine aufteilt.

## Geschichte
Ursprünglich war das mineralogische Museum zusammen mit dem geologisch-paläontologischen Museum im Jahre 1824 als „Museum mineralogicum et zoologicum“ gegründet worden. Zusammen zogen sie auch im Jahre 1851 in größere Räumlichkeiten um und waren nach einem neuerlichen Umzug im Jahre 1880 in der von Gottfried Laurenz Pictorius erbauten „Landbergschen Kurie“ untergebracht. Nach der Trennung der beiden Abteilungen im Jahre 1919 erfolgte eine getrennte Entwicklung, die sich im Jahre 1938 mit dem Umzug des mineralogischen Museums in den „Landsberger Hof“ in der Aegidiistraße fortsetzte.
Im Zweiten Weltkrieg wurde das Museum im Jahre 1943 bei einem alliierten Bombenangriff schwer beschädigt. Da die Sammlung nicht zuvor ausgelagert wurde, ging der größte Teil dabei verloren. In den Jahren 1958/59 erfolgte der Neubau des Museumsgebäudes an der Hüfferstraße in direkter Nähe zum fürstbischöflichen Schloss, dem Sitz der Universität. Die Einweihung fand im Jahre 1963 statt.
2007 wurde die Sammlung des Museums wieder mit der des geologisch-paläontologischen Museums vereinigt und nach längeren Umbaumaßnahmen 2023 als Geomuseum der Universität Münster wiedereröffnet.